# Filip Marjanović
Filip Marjanović (serbisch-kyrillisch Филип Марјановић; * 10. Februar 1989 in Belgrad, SFR Jugoslawien) ist ein serbischer Handballspieler.

## Karriere

### Verein
Der 1,89 m große Linksaußen spielte in Serbien für Metaloplastika Šabac und den RK Vojvodina. Im Jahr 2009 wurde er zum besten Spieler auf seiner Position in der serbischen Meisterschaft gewählt. Mit dem Verein aus Novi Sad gewann er in der Saison 2014/15 den serbischen Supercup, die serbische Meisterschaft und den serbischen Pokal. Im Sommer 2016 wechselte er zum rumänischen Verein SCM Politehnica Timișoara, mit dem er 2019 den nationalen Pokal gewann. Nach zwei Jahren bei CSM Focşani kehrte er im Jahr 2022 nach Timișoara zurück.

### Nationalmannschaft
Mit der serbischen A-Nationalmannschaft belegte Filip Marjanović den 15. Platz bei der Europameisterschaft 2016, dabei warf er ein Tor in drei Partien. Er bestritt mindestens 20 Länderspiele, in denen er 17 Tore erzielte.